# Betaeus harrimani
Betaeus harrimani är en kräftdjursart som beskrevs av M. J. Rathbun 1904. Betaeus harrimani ingår i släktet Betaeus och familjen Alpheidae. Inga underarter finns listade i Catalogue of Life.